# Окулярник камерунський
Окулярник камерунський (Zosterops stenocricotus) — вид горобцеподібних птахів родини окулярникових (Zosteropidae). Мешкає в Центральній Африці. Раніше вважався підвидом сенегальського окулярника, однак за результатами молекулярно-генетичного дослідження був визнаний окремим видом. Є сестринським видом бурої затоківки.

## Поширення і екологія
Камерунські окулярники поширені від південно-східної Нігерії до південного заходу ЦАР і до півночі Габону, а також на острові Біоко. Вони живуть в тропічних вологих гірських лісах і чагарникових заростях.